# زوييفكا
زوييفكا (بالروسية: Зуевка) هي إحدى مدن روسيا في الكيان الفدرالي الروسي كيروف أوبلاست.